# Хуранов, Бати Лукманович
Бати (Батый) Лукманович Хуранов (кабард.-черк. Хъуран Лукъмэн и къуэ Батий; 1890—1928) — российский и советский общественный и политический деятель, просветитель.

## Биография
Родился 10 февраля 1890 года в селении Коново (ныне Нижний Куркужин) Нальчикского округа Терской области Российской империи, в семье кабардинских уорков.
В 1910 году окончил педагогические курсы при Моздокском городском училище, после чего в том же году устроился учителем в селении Кайсын Анзорово.
В 1911 году был приглашён учителем в Нальчикское реальное училище.
В 1916 году ушёл на фронт Первой мировой войны, где был зачислен на ускоренные курсы при Чугуевском военном училище юнкером рядового звания. В апреле 1916 года был произведён в унтер-офицеры, и в июне того же года Высочайшим приказом произведён в чин прапорщика. С 16 июня 1917 года в составе Кабардинского конного полка Кавказской Туземной конной дивизии участвовал «в походах и делах против австро-германцев».
В начале января 1928 года был арестован и обвинён по статьям 58-4 и 58-11 УК РСФСР. 12 августа 1928 года постановлением Коллегии ОГПУ был расстрелян по месту жительства в Ростове-на-Дону.
19 января 1962 года решением судебной коллегии Верховного Суда СССР был посмертно реабилитирован.

## Творческая деятельность
В 1918 году по его инициативе, в Нальчике были открыты педагогические курсы. После Гражданской войны работал в системе народного образования.
В ноябре 1921 года стал членом Кабардинского облисполкома, а чуть позже назначен заведующим отделом Народного образования и Политпросвещения Кабардино-Балкарского автономного округа.
В начале 1920-х годов являлся одним из руководителей комиссии, занимавшейся переводом кабардинской письменности из арабского письма в латиницу.
В 1923 году полный переход кабардинской письменности на латиницу было завершено и в том же году Бати Хурановым были выпущены первые книги кабардинского языка на основе латиницы — «Русско-кабардинский словарь», «Грамматика кабардинского языка» и т. д., на которые были переведены обучения в кабардинских школах.
В 1927—1928 годах являлся инспектором Северо-Кавказского краевого отдела народного образования в Ростове-на-Дону.

## Семья
Отец — Хуранов Лукман, кабардинский уздень.
Мать — ?
Братья — Магомет и Батырбек.
Сестра — Кокуна.
Был женат и имел одну дочь — Фариза.

## Память
В 1996 году именем просветителя было названо одна из улиц в центре города Нальчик.